# Polo Industrial Bilateral Eólico
O Polo Industrial Bilateral Eólico (PIBE) é um projeto do Governo do Estado do Rio Grande do Norte em parceria com o Governo do Estado do Ceará para a criação de um parque eólico na divisa desses dois estados. A Costa Branca e o Litoral de Aracati são as duas áreas de maior potencial eólico do Brasil.